# Рівнинний
Рівни́нний (рос. Равнинный) — селище у складі Пономарьовського району Оренбурзької області, Росія.

## Населення
Населення — 696 осіб (2010; 757 у 2002).
Національний склад (станом на 2002 рік):
- росіяни — 72 %